# Alter Flugplatz

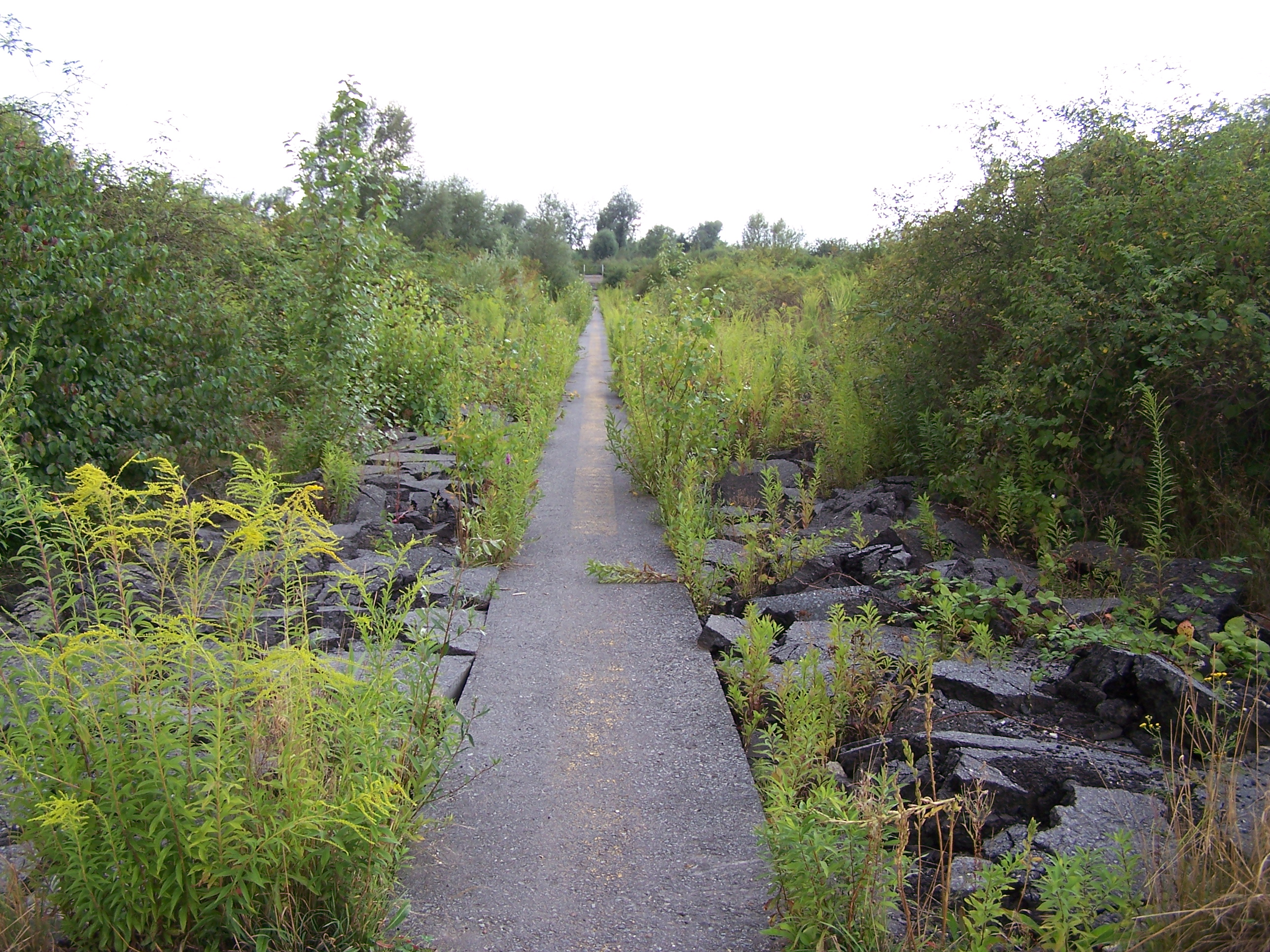

Alter Flugplatz v městské části Kalbach, v zeleném pásu Frankfurtu nad Mohanem je od roku 1992 nepoužívané vojenské letiště, které je nyní využíváno jako park, plocha zeleně a přírodní laboratoř. Oblast zahrnuje přibližně 4,5 ha (uváděno 77.000 m čtverečných ) a nachází se v městských částech Bonames a Frankfurt-Kalbach. Po opuštění letiště americkou armádou byl schválen projekt "Greenbelt" a mezi lety 2003- 2004 byla plocha upravena zahradními architekty na přírodní a rekreační oblast, za niž obdržela společnost GTL Gnüchtel Triebswetter Landschaftsarchitekten GbR ocenění německé zahradní architektury (Deutschen Landschaftsarchitektur-Preis). Projekt byl také oceněn cenami „Green GOOD DESIGN Award“ a Award for commondable building site within the state Hessen“. Autoři projektu jsou Markus Gnüchtel, Roland Nagies, Klaus W. Rose. Náklady na úpravu prostoru byly 900.000 Euro. Projekt byl zhotoven v letech 2003 – 2004.

## Přeměna na přírodní a rekreační oblast
Poté, co město koupilo pozemek, začaly v zimě roku 2002 práce na úpravách přistávacích ploch.

### Pozorovací pole
Pro stavbu pozorovacích polí byly narušeny povrchy asi 3 ha asfaltového a betonového povrchu, aby bylo možné odstranit zatížení oblasti. Zbytek byly upraven v drátěných pletivech (gabiony). Ty byly nadrceny a umístěny v terénu v sedmi různých velikostech, aby bylo možné určit, jaká plocha s kterou velikostí balvanů bude zarostlá rostlinami nejrychleji.

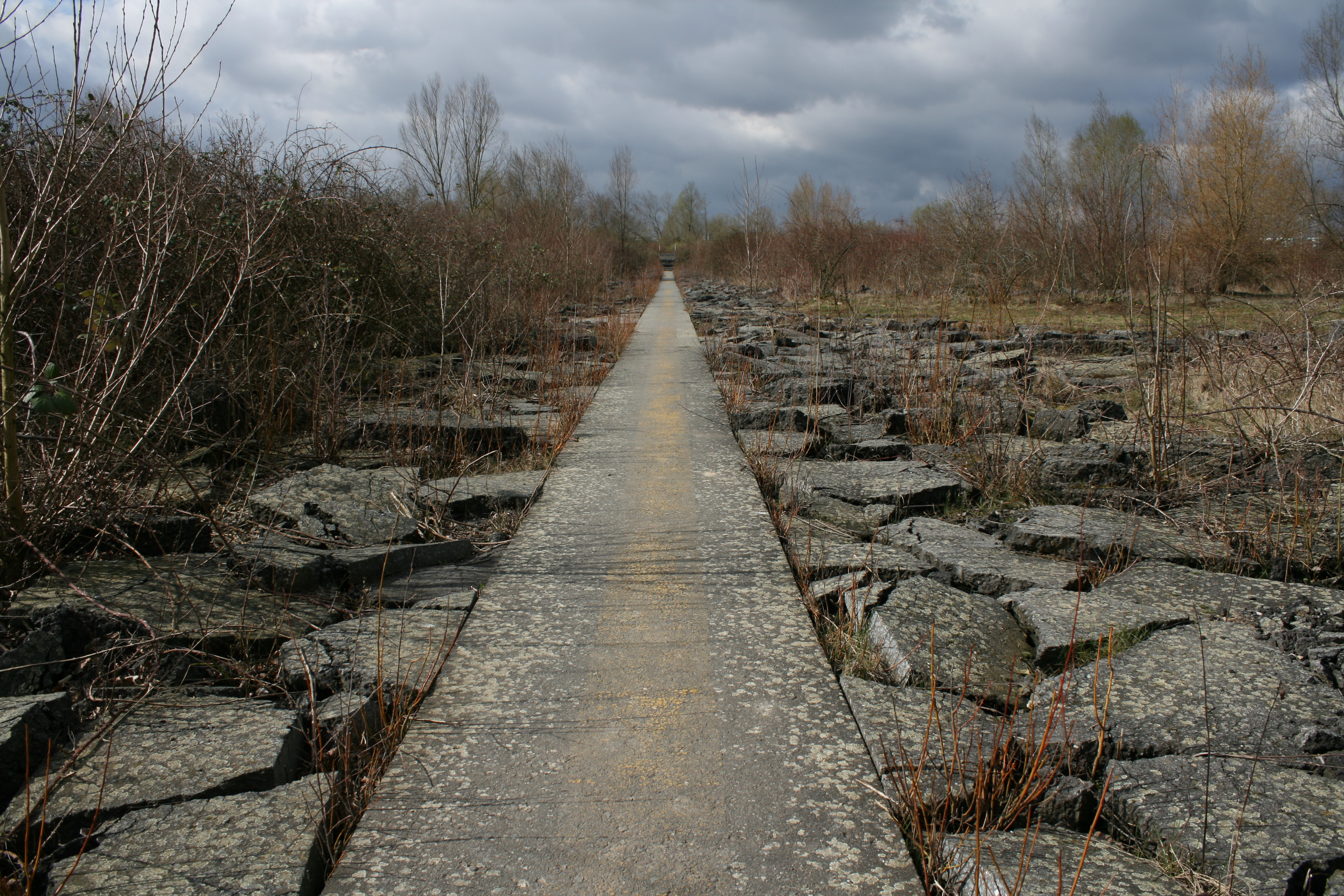
Plochy parkoviště vrtulníků.

### Přistávací dráhy
750 m dlouhé dráhy zůstaly v plné délce, ale byly zúženy z 21 m na asi 3 - 9 m. Kromě drah je v oblasti dlouhý háj a velký trávník, který je pravidelně sekán a může být použit pro mulčování.

### Bývalé parkoviště vrtulníků
Vrtulníky byly dříve zaparkovány v jedenácti asi 100 m² velkých čtvercích, které byly přístupné přes přistávací dráhy. Betonové desky byly odstraněny a naskládány jako rozhledna na konci přistávací dráhy, uloženy na bývalé parkoviště, nebo tam umístěny svisle.

### Most
Během období vojenského využívání byla oblast oplocena a nebyla přístupna veřejnosti. Plot byl stržen a byla vystavěna lávka pro pěší a cyklisty, jenž je také významným regionálním spojením mezi Frankfurtem a Bad Homburgem. Od roku 2007 byl most pojmenován poté, co zemřel v roce 2006 spisovatel, básník a ilustrátor Robert Gernhardt , který žil po mnoho let ve Frankfurtu. Na zábradlí mostu je bronzová socha spisovatele.

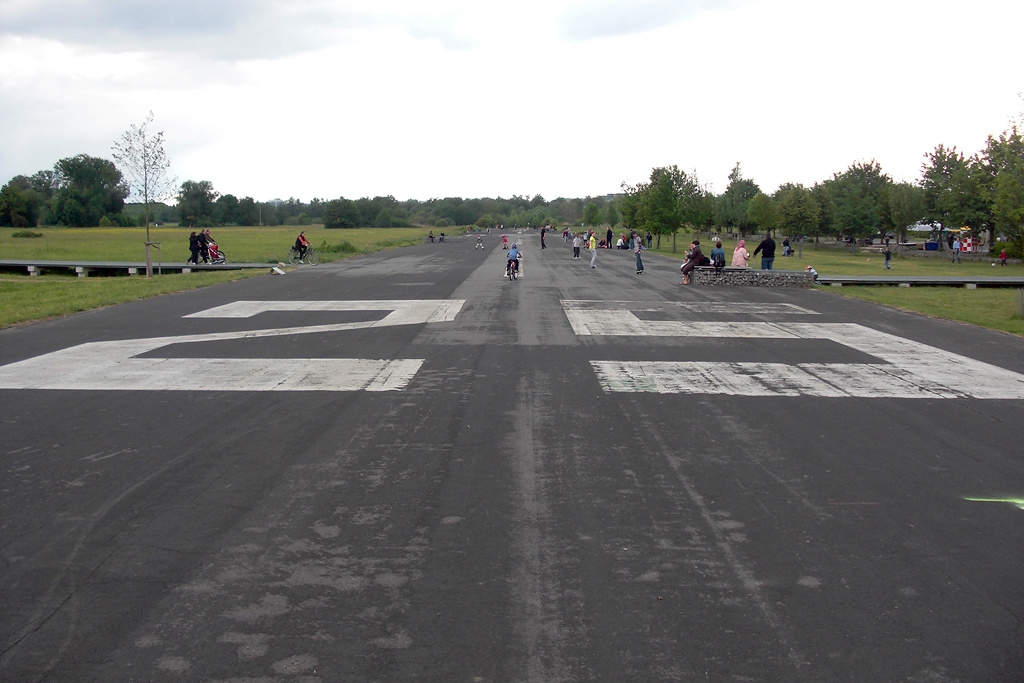

### Rybník a louky
Mezi přistávacími drahami a pojezdovými drahami v oblasti 3 je přírodní stojatá voda, která vytváří podmáčenou oblast. Vzhledem k tomu, nádrž nemá žádný odtok, přebytečná voda protéká údolím v Nidda. Vhodné prostředí zde našly desítky ptáků a obojživelníků, a lze zde pozorovat i ondatry. Oblast mezi vzletovou a přistávací dráhou a Nidda je stále kulturním trávníkem, který je pravidelně kosen.

### Bývalé letištní budovy a plány rozvoje

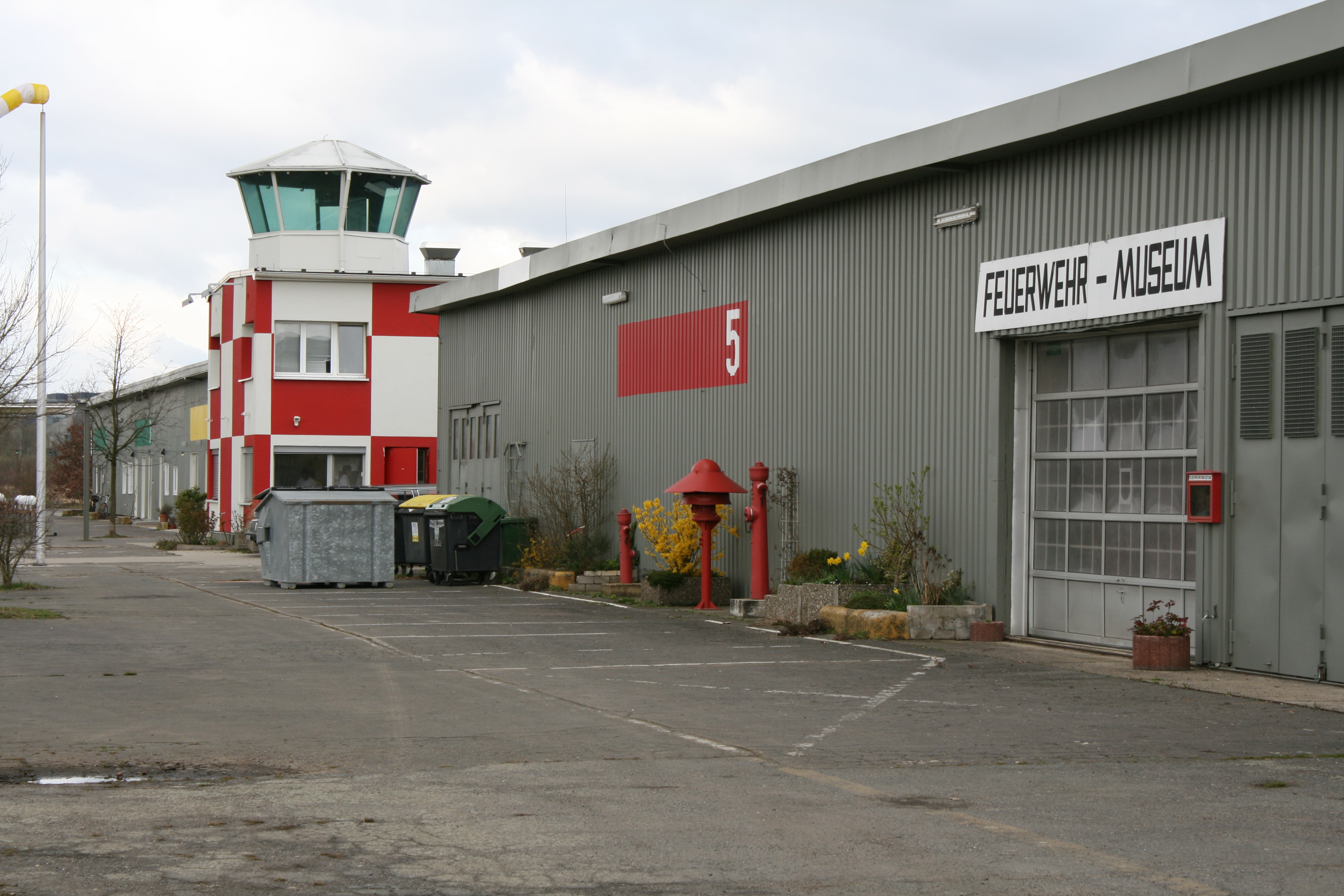
Kavárna ve věži a požární museum

Bývalá řídící věž je nyní používána jako kavárna a malý hangár pro koncertní představení. Na místě se rovněž od roku 1992 nachází frankfurtské hasičské muzeum, kde jsou vystaveny přilby, čepice, uniformy, respirátory a historické hasičské stříkačky. Na východním okraji starého letiště, kde je v současné době starý dřevěný tábor, bude brzy postaveno vrbové bludiště pro děti i dospělé. Kromě toho by mělo být zvětšeno parkoviště a kavárna v řídící věži.

## Rekreační využití
Staré letiště se stalo vzdělávacím centrem pro děti a dorost. Jsou zde nabízeny akce pro rodiny s dětmi a vyučovací hodiny pro školy a centra denní péče. Od března do října, jsou ještě pořádány „Landschaftslotsen“ přímo na místě, s informacemi o žábách, ptácích a rostlinách. V Nidda jsou děti a mládež vyučovány v používání lodí a ochraně přírody. Kavárna ve věži se rozvinula jako turistická restaurace, která nabízí jídla.